# 聖訴
是一部2008年的美國劇情片，由尊·柏烈·尚尼編劇及執導，梅麗·史翠普、菲臘·西摩·荷夫曼及愛美·雅當絲還有薇拉·戴維絲主演。
電影改編自尚尼一套於2005年獲普立茲戲劇獎的同名百老匯舞台劇，以1960年代紐約的一所天主教學校為背景，描述教會保守與開明派的爭執，題材涉及種族歧視、教會中的性別歧視和於四十多年後爆發的褻童醜聞。
另，雖然電影沒有直接提及，但故事發生時正值第二次梵蒂岡大公會議，而會議其中一個討論項目正是電影的主題之一：教會應否與時並進。

## 劇情
故事的背景發生在60年代末期的紐約，任職一所教會學校校長的老修女懷疑有不良前科的神父猥褻教會的學生。面對校長的嚴厲指控，神父挺身為自己辯護，且由於校長提出的指控毫無根據，更有其他修女堅信神父清白，於是該起事件以教會安排神父升遷終止。

## 角色
- 梅麗·史翠普 飾 艾修女（Sister Aloysius），學校校長
- 菲臘·西摩·荷夫曼 飾 費神父（Father Brendan Flynn）
- 愛美·雅當絲 飾 珍修女（Sister James）
- 维奥拉·戴维斯（Viola Davis） 飾 穆勒太太（Mrs. Miller）
- 飾 Donald Miller，學校首位黑人學生
- 飾 Sister Veronica

## 外部連結
- 互联网电影数据库（IMDb）上《聖訴》的资料（英文）
- 爛番茄上《聖訴》的資料（英文）
- . Apple: Miramax.   [2010-01-01]. （原始内容存档于2010-02-08）.